# Olympische Winterspiele 2006/Teilnehmer (Nepal)
Nepal nahm an den Olympischen Winterspielen 2006 im italienischen Turin mit einem Athleten teil.

## Teilnehmer nach Sportarten

### Ski Nordisch
Nachdem Nepal erstmals 2002 mit Jayaram Khadka an den Olympischen Winterspielen teilgenommen hatte, konnte sich 2006 mit Dachhiri Sherpa erneut ein Skilangläufer aus Nepal für die Olympischen Spiele qualifizieren. Im klassischen Langlauf über die 15 Kilometer belegte er mit einem Rückstand von 18:4,8 Minuten den 94 und drittletzten Platz.
| Athlete         | Event           | Zeit        | Rang |
| --------------- | --------------- | ----------- | ---- |
| Männer          |                 |             |      |
| Dachhiri Sherpa | 15 km klassisch | 56:47,1 min | 94   |